# Rakhetra
Rakhetra (fl. XXVI secolo a.C.) è stata una regina egizia della tarda IV dinastia, o dell'inizio della V dinastia. Fu figlia del faraone Chefren (ca. 2558 a.C. - 2532 a.C.). Il suo consorte non è menzionato in alcun documento archeologico, ma è verosimile che sia andata in sposa a un successore di Chefren, possibilmente Micerino (ca. 2530 a.C. - 2512/2508 a.C.). Il suo nome significa Compagna di Ra.

## Titoli

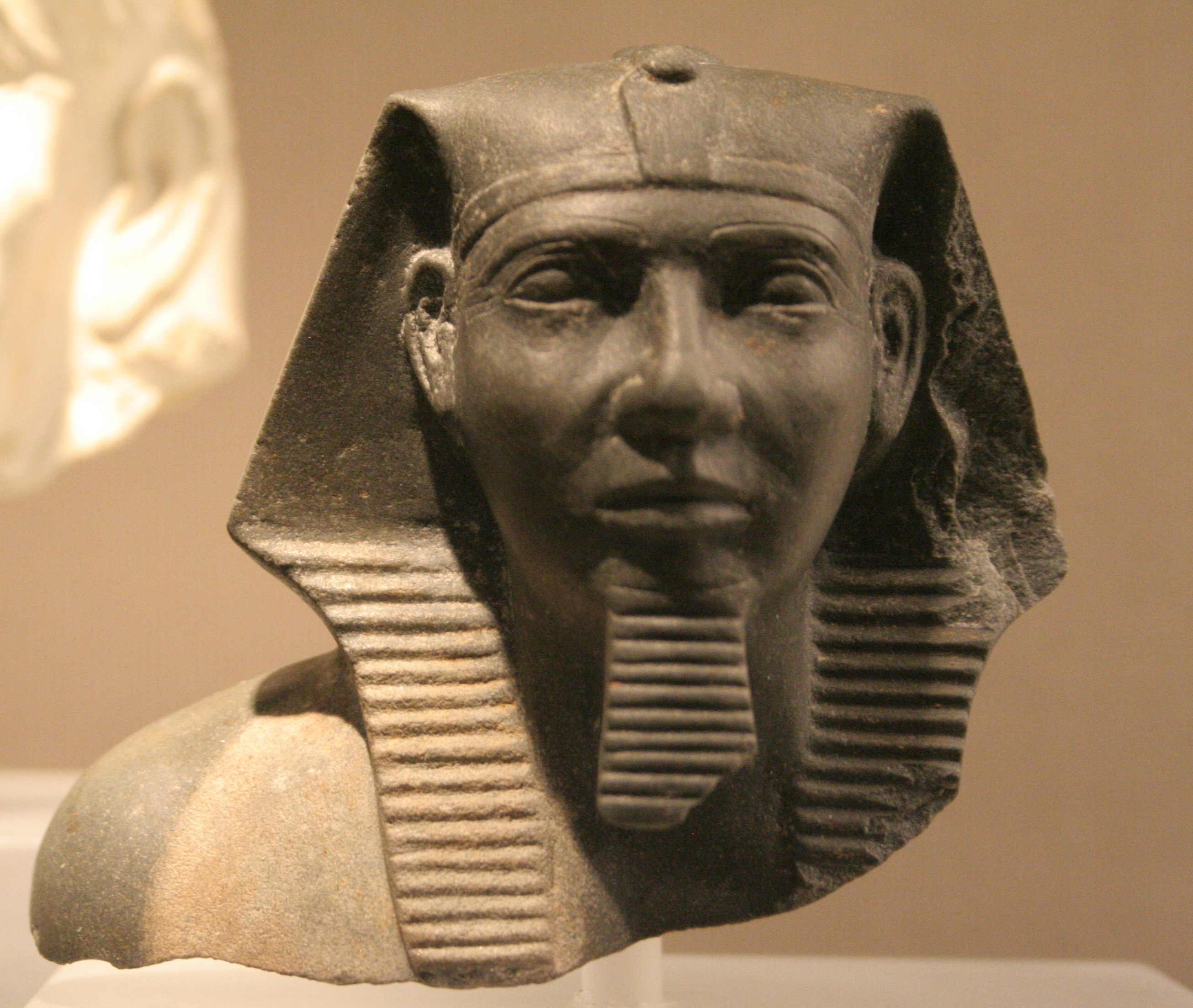
Testa di una statua di Chefren, padre di Rakhetra. Museo egizio di Lipsia.

Rakhetra ebbe i titoli di: Figlia del re-del Suo corpo, Colei Che vede Horus e Seth, Grande dello scettro hetes e Sposa del re. Nella tomba di Kaemnefert, suo Servitore del ka (hemu ka, cioè sacerdote addetto al culto dell'anima di un defunto), Rakhetra è esplicitamente indicata come figlia di Chefren. 

## Tomba
Gli scavi della tomba di Rakhetra furono effettuati tra il 1934 e il 1935 da Selim Hassan. Inizialmente indicata come Tomba di Rekhit-Ra, in seguito le fu assegnata la sigla G 8530. Si tratta di una mastaba in pietra, situata nella zona centrale della grande necropoli di Giza.
La tomba ha un lungo passaggio che svolta a sinistra di 90 gradi e, tramite un ingresso, conduce a un passaggio più breve. Una brusca svolta a destra porta a una cappella; in un angolo di tale cappella fu ricavata una nicchia mentre, dall'altro lato, tra pilastri segnano il passaggio a una camera laterale, dove inizia un ulteriore passaggio terminante nella camera sepolcrale, con il sarcofago. Il sarcofago fu trovato vuoto. Sul coperchio si trovavano le ossa di una zampa di toro, mentre, oltre il sarcofago, c'erano ossa umane, forse appartenenti alla stessa Rakhetra. In una parete fu scavata una cavità destinata ai vasi canopi, i quali non furono tuttavia mai trovati. 